# Sidi Ifni

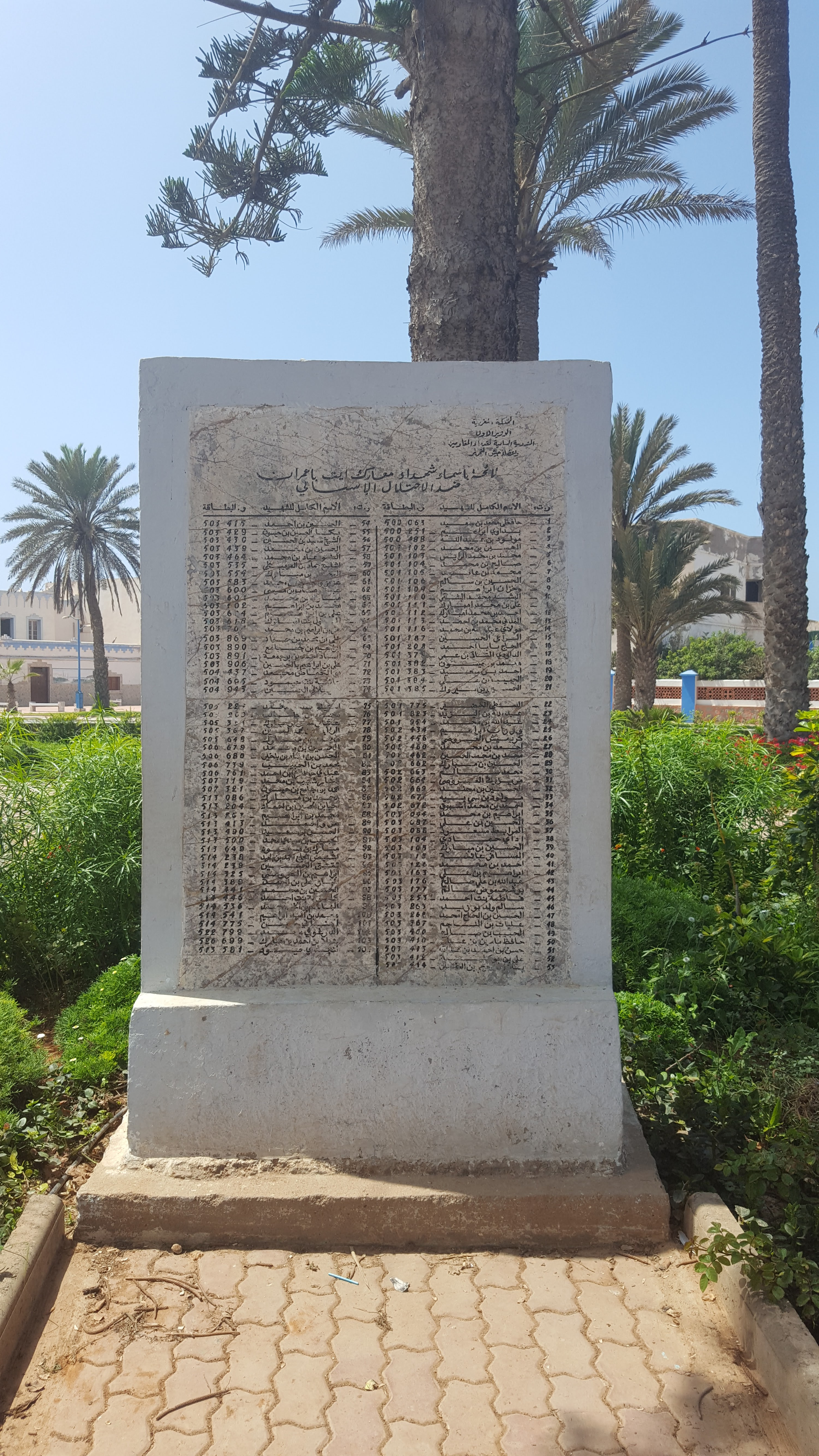
Monument des martyrs de la libération lors de la guerre d'Ifni.

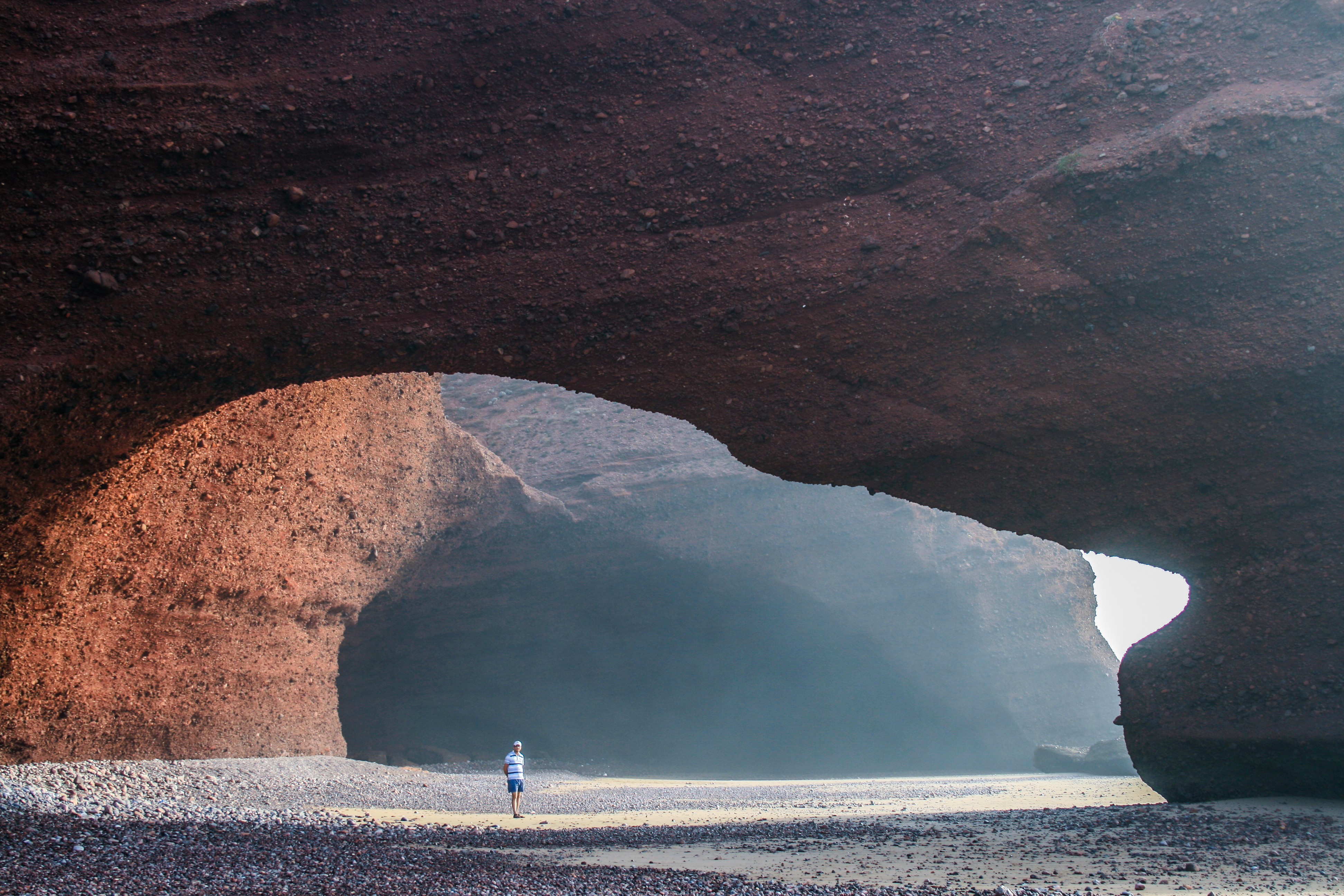
Legzira - Sidi Ifni.

Sidi Ifni  (en tamazight ⵉⴼⵏⵉ Ifni, en arabe : سيدي إفني) ou Ifni (avant l'arabisation du nom de la ville) est une ville marocaine de la région de Guelmim-Oued Noun, située au bord de l'océan Atlantique. Après avoir fait partie de la province de Tiznit, elle est devenue le chef-lieu de la province de Sidi Ifni en 2009, lorsque celle-ci a été créée mais aussi de la tribu berbère des Ait Baâmrane.

## Géographie
Sidi Ifni se trouve sur la côte atlantique sud du Maroc, entre les villes de Tiznit et de Guelmim, à 160 km au sud d'Agadir. Du fait de sa situation, Sidi Ifni peut être considérée comme « la porte atlantique du Sahara ».
La ville est sur le versant sud de l'Anti Atlas, située au milieu des montagnes et au bord de l'océan, elle bénéficie tout le long de l'année d'un climat agréable qui en fait une destination d'été prisée par les sahraouis fuiyant les grosses canicules du sahara mais aussi par les touristes étrangers, de nombreux camping cars y sont stationnés durant plusieurs mois, la ville ayant la réputation d'être un havre de paix et de pêche mais aussi de surf et de sport de l'extrême comme le parapente.

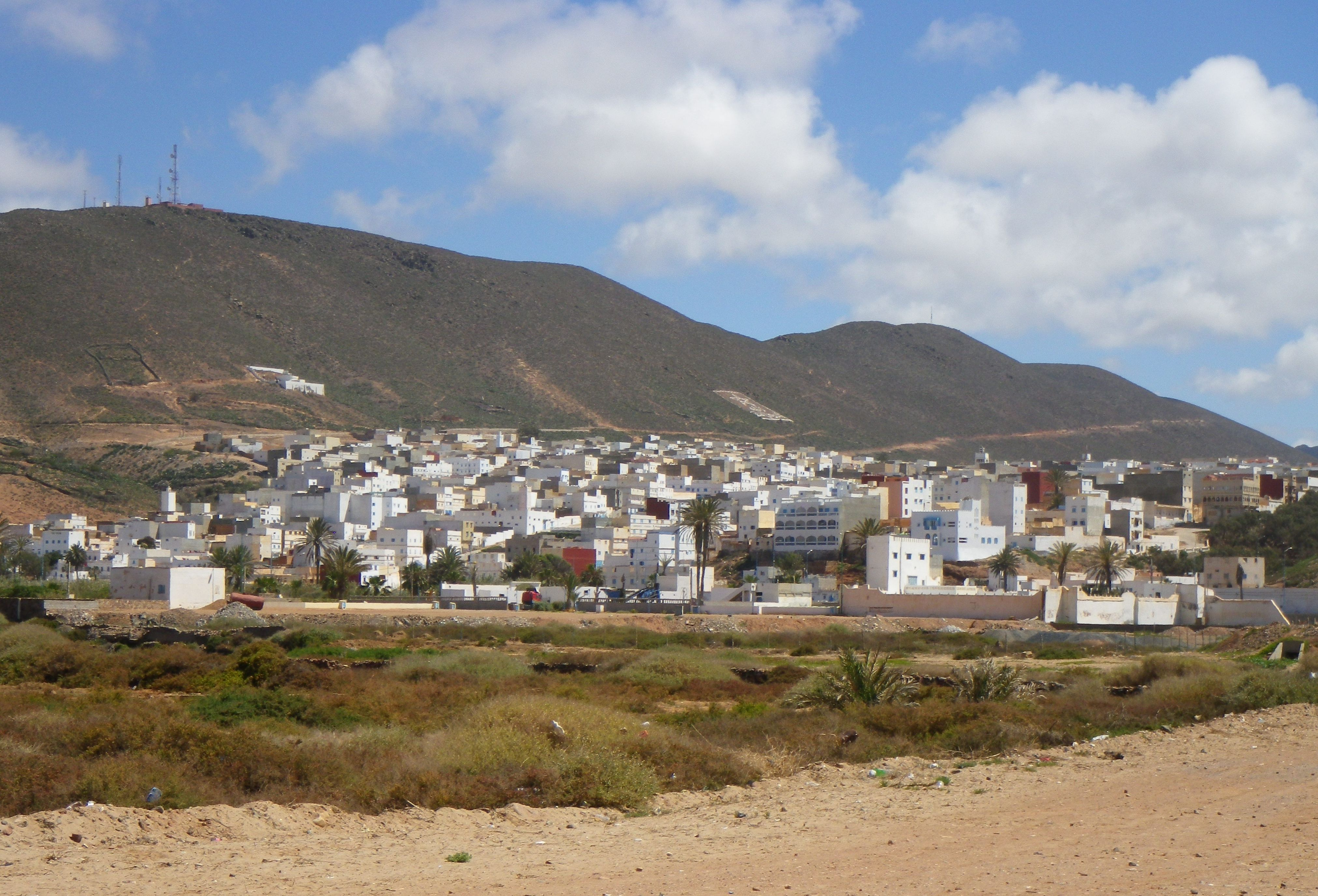
Panorama de Sidi Ifni.
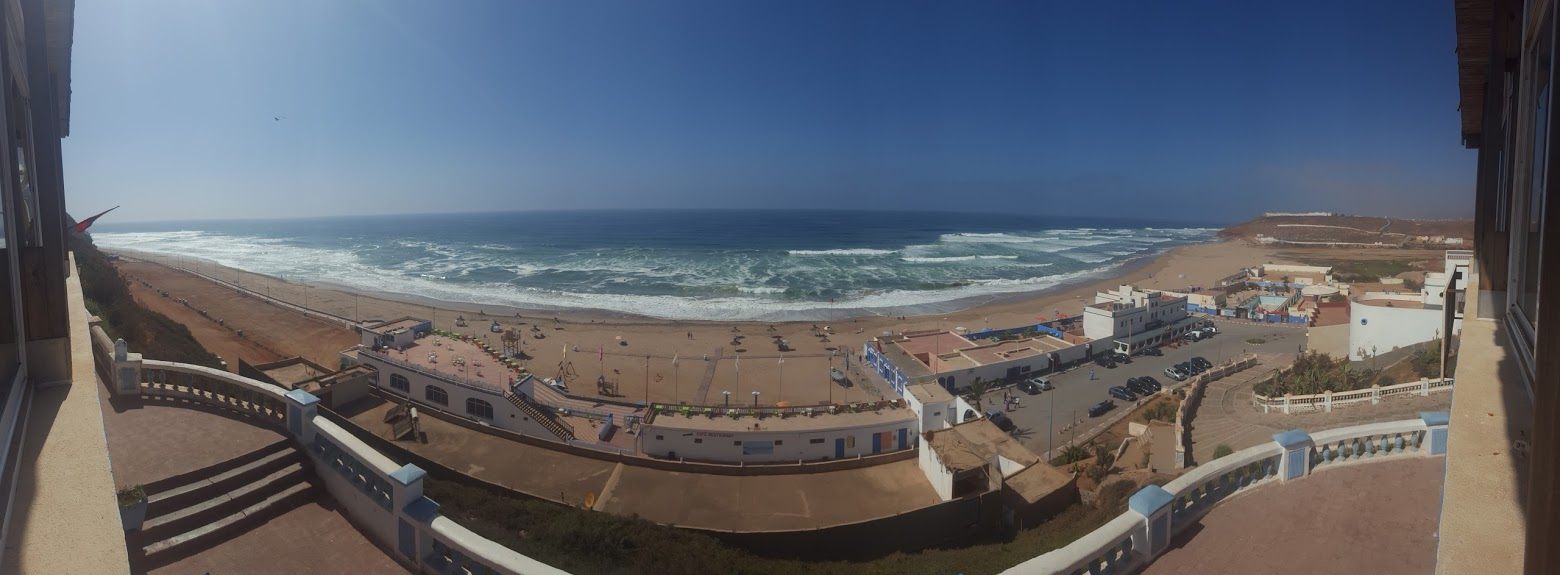
Corniche Sidi Ifni.
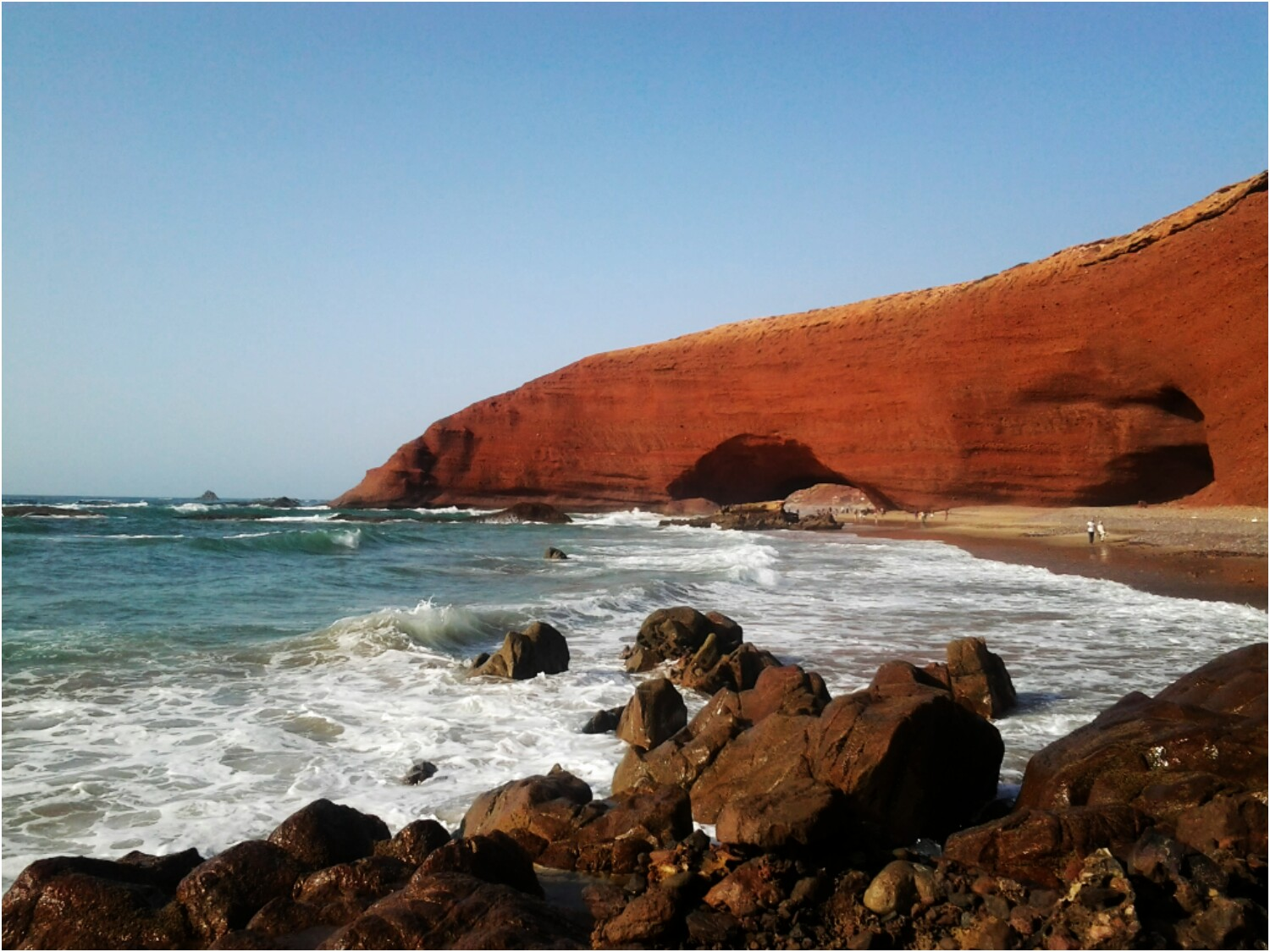
Plage de Legzira - Sidi Ifni.

## Histoire
Sidi Ifni est la capitale historique des tribus Aït Baâmrane, confédération à la réputation guerrière au Maroc, leur installation sur le territoire est ancienne et remonterait à la période almoravide. Une population composée de tribus Masmouda y aurait préalablement vécu avant l'installation de tribus Guezoula puis plus tard l'arrivée des arabes Banu Maqil, future composante du sahara habité jusque là par les Sanhaja, arabes qui auraient transité par la région et potentiellement laissé une petite composante intégrée à la masse de la population berbère.
Un traité hispano-marocain[réf. souhaitée] de 1767, confirmé par celui de 1860[réf. souhaitée], concède à l'Espagne « un territoire suffisant pour la fondation d'un établissement de pêcheries » dans la région d'Ifni. Le territoire fut effectivement occupé en 1934. Franco avait décidé de faire de cette enclave, Ifni, une base militaire et le centre politique de l'Afrique occidentale espagnole.
Avec le soutien financier de Madrid, la ville se développe alors rapidement suivant un plan colonial avec un quadrillage de rues et d'avenues et une place centrale de forme ovale autour de laquelle se dressent les principaux bâtiments : le consulat d'Espagne, le palais du gouverneur, la cathédrale et l'hôtel de ville. La ville disposait aussi d'un aéroport, d'un port doté d’un accès par téléphérique, de quatre cinémas, d'un casino, d'hôtels, d'un zoo et d'une piscine. Jusqu'à 15 000 militaires espagnols sont alors stationnés à Sidi Ifni.
La colonisation espagnole fait l'objet d'une résistance tenace de la part des tribus locales des Aït Baâmrane, reconnues pour leur courage dans l'ensemble du Maroc[réf. souhaitée]. Le territoire occupé se réduit ainsi considérablement en surface jusqu'à ne représenter, dans les années 1960, qu'une couronne de quelques kilomètres autour de la ville d'Ifni. Ces avancées sur le terrain, conjuguées à une relative détente des relations entre Franco et Hassan II et la pression internationale conduisent à des négociations qui aboutissent au traité de Fès du 4 janvier 1969 qui prévoit la fin de la souveraineté espagnole. La quasi-totalité des Espagnols sont alors rentrés en Espagne. Maria Gomez, la dernière personne d'origine espagnole à ne pas être rentrée, est morte en 2001.
Moins connues que l’attaque du palais de Skhirat (juillet 1971) ou le complot des aviateurs (août 1972), une tentative d’attentat contre Hassan II en visite à Sidi Ifni a eu lieu le 2 février 1972, au niveau du stade de football. Le roi avait quitté précipitamment la ville en hélicoptère pour ne jamais y revenir.
Le 6 mars 2010, Sidi Ifni n'est plus dépendante de Tiznit. Elle fait partie de sa propre province.

## Économies
L’activité principale d’Ifni et celle de son port est la pêche, capturant notamment sardines, soles, daurades, courbines, thons.
L'arrière pays est parsemé d'arganiers et de figuiers de barbarie dont les habitants tirent leurs ressources, à l'image de la coopérative Tafyucht pour l'huile d'argane, située dans le proche village de Mesti, et la coopérative Aknari, pour les produits à base de figue de Barbarie, située dans le proche village de Sbouya. La ville de Sidi Ifni dans la région Ait Baâmrane est connue comme étant la capitale du cactus du Maroc. Cette région est bénie par le bon climat qui favorise à plus de 45.000 hectares de terres la production d’un grand nombre de figues de Barbarie (environ 30% de la production nationale de cactus avec un rendement de 8,3 tonnes par hectare). La culture de la figue de Barbarie est une source majeure de revenus locaux, représentant 57% de l’activité agricole totale dans la région.
Le tourisme connaît un essor limité notamment en raison de l’éloignement de l’aéroport d’Agadir, le plus proche à être desservi par des vols internationaux. L'aéroport de Sidi Ifni (code international : SII) n'est plus en service depuis 1972. Pourtant Sidi Ifni dispose d'atouts importants. Elle est située à proximité de nombreuses plages aux rivages séduisants, tels Legzira, Mirleft, Sidi Ouarzig ou encore la Plage Blanche qui attirent les surfeurs en été et les amateurs de douceur en hiver.
Sidi Ifni, avec sa population jeune, connaît un taux de chômage élevé qui l’expose à des tensions sociales. En juin 2008, la délocalisation vers Agadir de l’usine de conserve de sardines, a engendré des protestations qui ont dégénéré dans un chassé-croisé avec les forces de l’ordre. Ces dernières ont été critiquées par une commission d’enquête parlementaire pour un usage excessif de la force.
En janvier 2009, il a été décidé de transformer Sidi Ifni en province afin d’optimiser l’utilisation des ressources et ainsi favoriser le développement économique et social. Divers projets ont été entrepris depuis: modernisation de la voirie, installation d'un établissement d'enseignement technique supérieur et d'une usine de transformation et de valorisation de la figue de barbarie, modernisation des infrastructures portuaires.

## Dans la fiction
Le film Un ange à la mer (2009) de Frédéric Dumont a été tourné à Sidi Ifni. Il a remporté le Globe de Cristal du meilleur film lors de la 44e édition du festival international du film de Karlovy Vary (République tchèque) ainsi que le prix d'interprétation masculine pour Olivier Gourmet. Une première édition d'un Festival international du cinéma du Sud a eu lieu a Sidi Ifni en novembre 2013. Une sélection de films marocains, d'Afrique sub-saharienne et d'Europe y a été présentée

## Architecture art déco
La ville de Sidi Ifni, construite en quelques années seulement, est un beau fleuron de l’Art déco dont il reste de nombreux vestiges, plus ou moins bien préservés : l’ancienne amirauté, témoin du Style « paquebot » aujourd'hui maison d'hôtes), la cathédrale (aujourd’hui utilisée comme tribunal) et le presbytère attenant (aujourd’hui bibliothèque), le phare, le palais du gouverneur, le « Twist Club », et nombreuses maisons d’habitation. La rue Sidi Mohammed, une large avenue bordée de palmiers avec ses villas aux jardins arborés et fleuris n’est pas sans évoquer les constructions cubaines des années 1930.

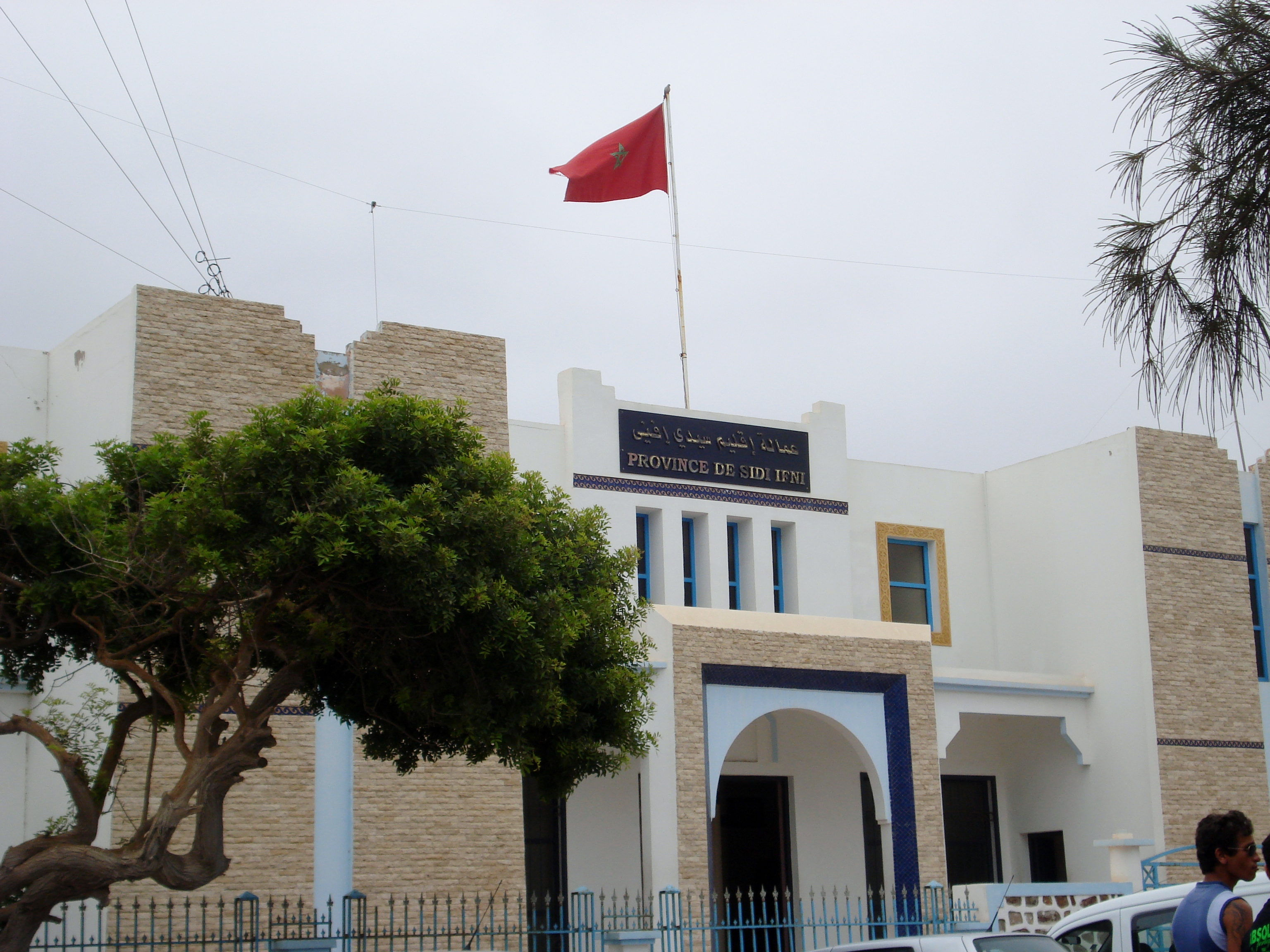
Mairie de Sidi Ifni (ancienne église de Santa-Cruz).
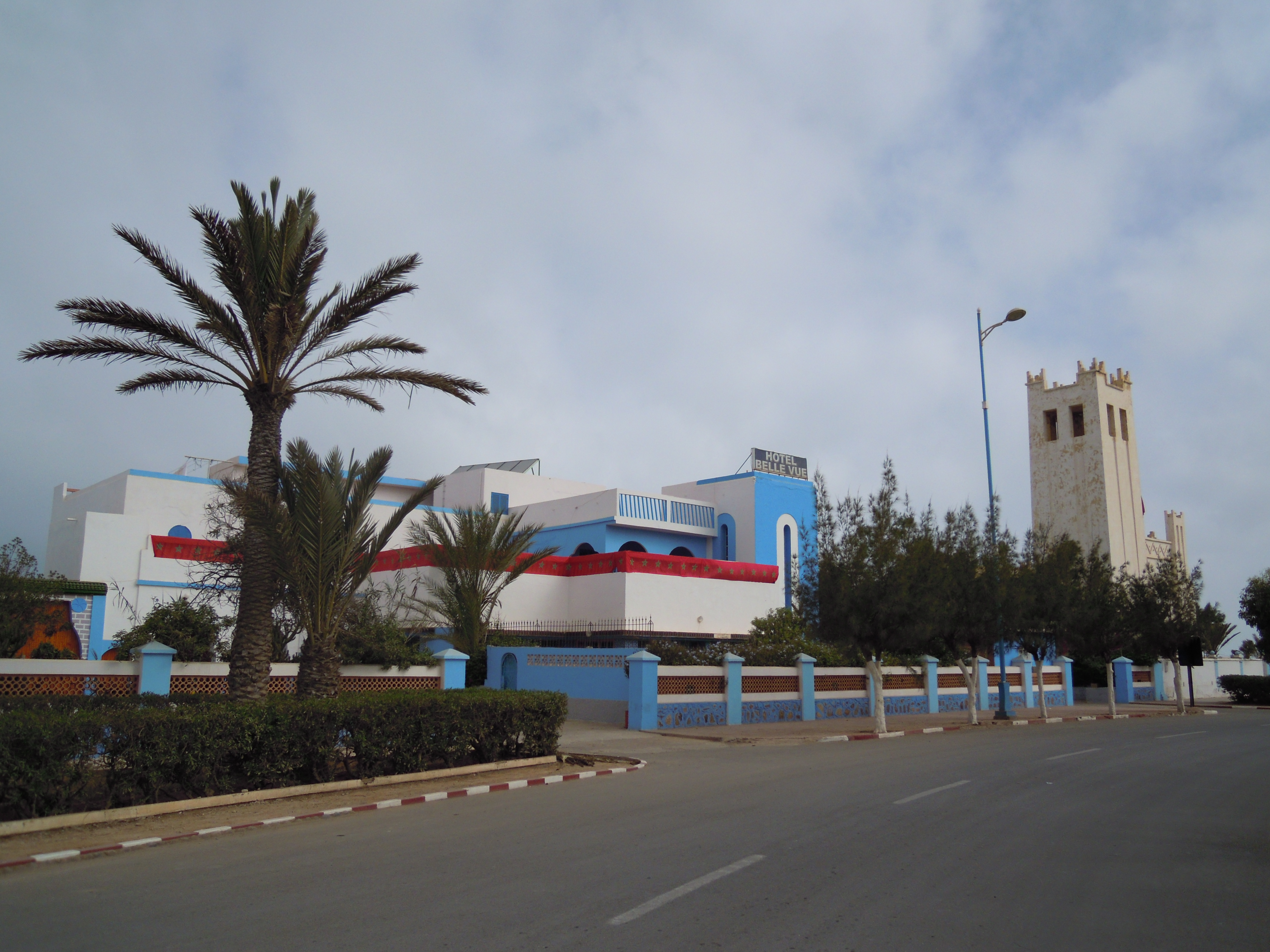
Hôtel Belle Vue à Ifni.
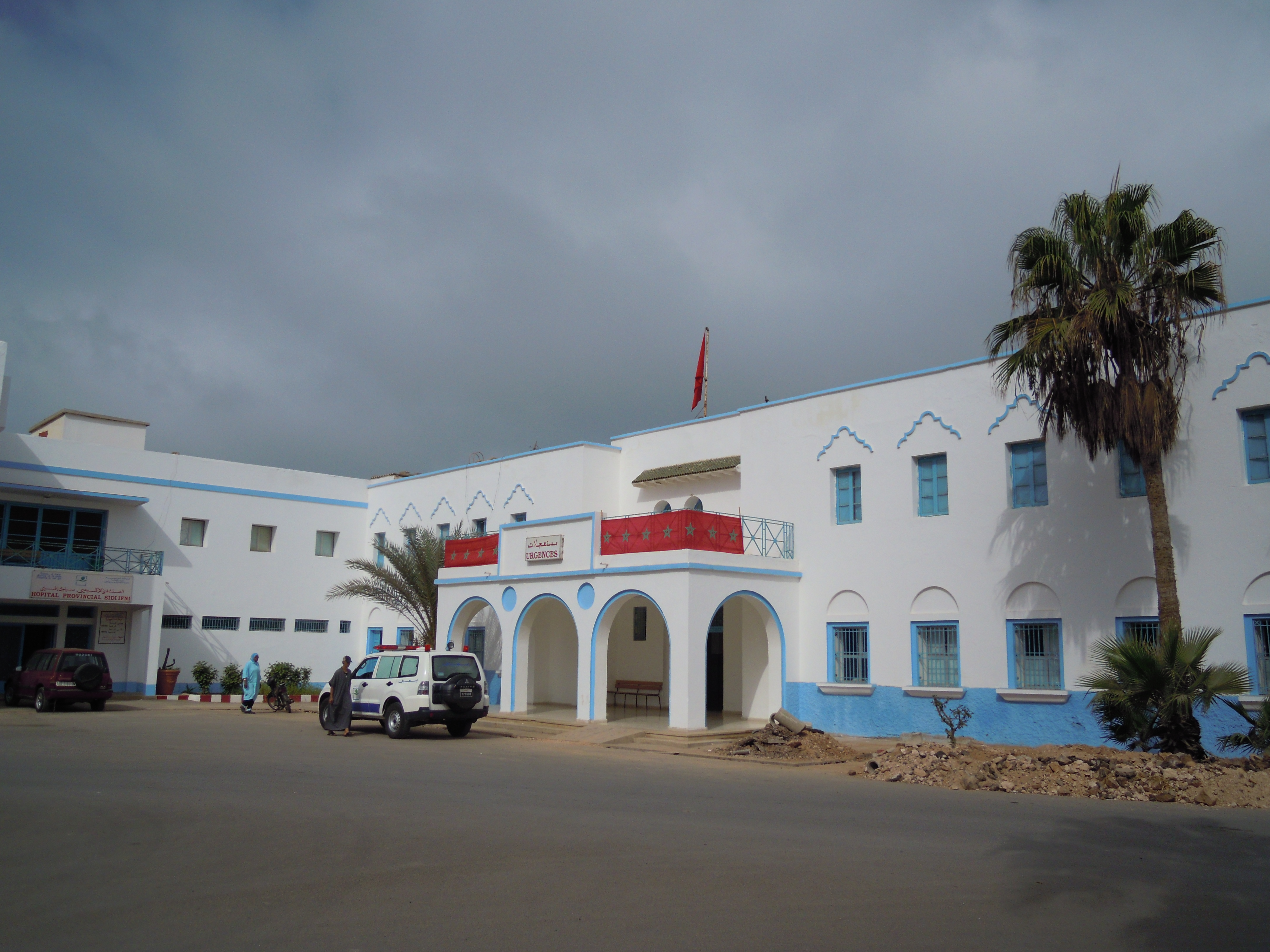
Hôpital d'Ifni.
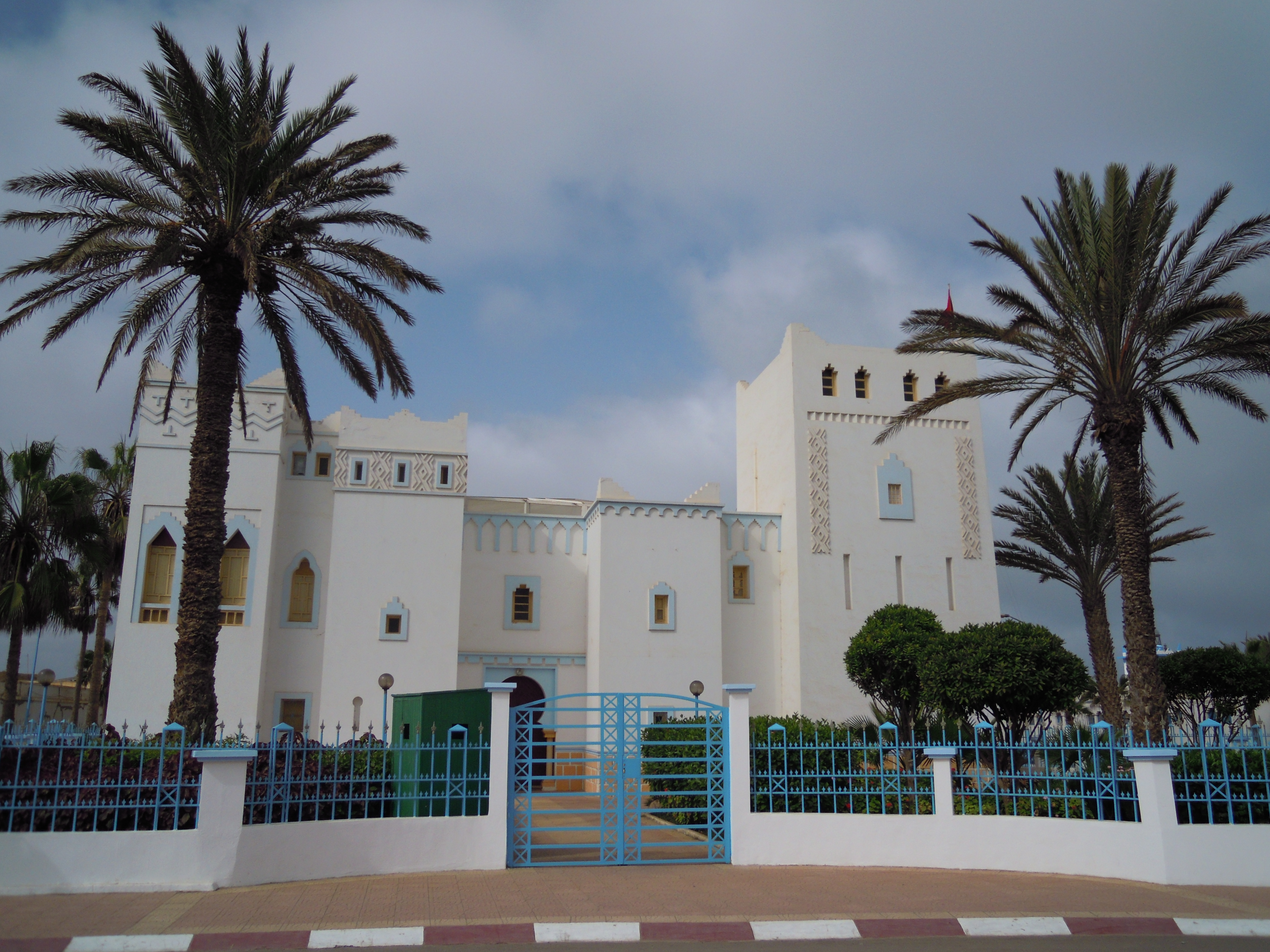
Palais du Gouverneur (ancien Gobierno General).

## Ethnologie
Sidi Ifni est située sur le territoire de la confédération des Ait Bamrane, célèbre dans tout le Maroc, et particulièrement dans le Sud, pour sa résistance contre à la fois les Français et les Espagnols ; elle fut la dernière région du Maroc à tomber après une longue et valeureuse résistance jusqu'en 1934.
Peu de temps après, en 1957, la guerre d’ifni vient rappeler que cette valeureuse tribu n'avait toujours pas accepté la colonisation, aidée de tribus sahariennes installés dans la région et de l'Armée de libération du sud marocain, les Ait Baâmrane ont réussi à libérer progressivement tout l'arrière-pays de Sidi Ifni, ne laissant aux Espagnols que la ville et ses environs dans un rayon de 5 km. De violents combats furent menés par toutes les tribus de la confédération, notamment la tribu de Sbouya qui compta le plus de morts en son sein et en causa le plus à l'occupant.
L'indépendance de la ville est effective le 30 juin 1969, date qui est célébrée tous les ans dans la ville. Les tribus sahraouies liés aux Ait Bâamrane sont également installées à Sidi Ifni ainsi que quelques tribus venues du Nord du Maroc (ancien protectorat espagnol) pendant la colonisation.

## Démographie
La province de Sidi Ifni comptait 39 667 habitants en 2014.

| Évolution du nombre d'habitants |
| ------------------------------- |
|                                 |